# ضاغط غاز

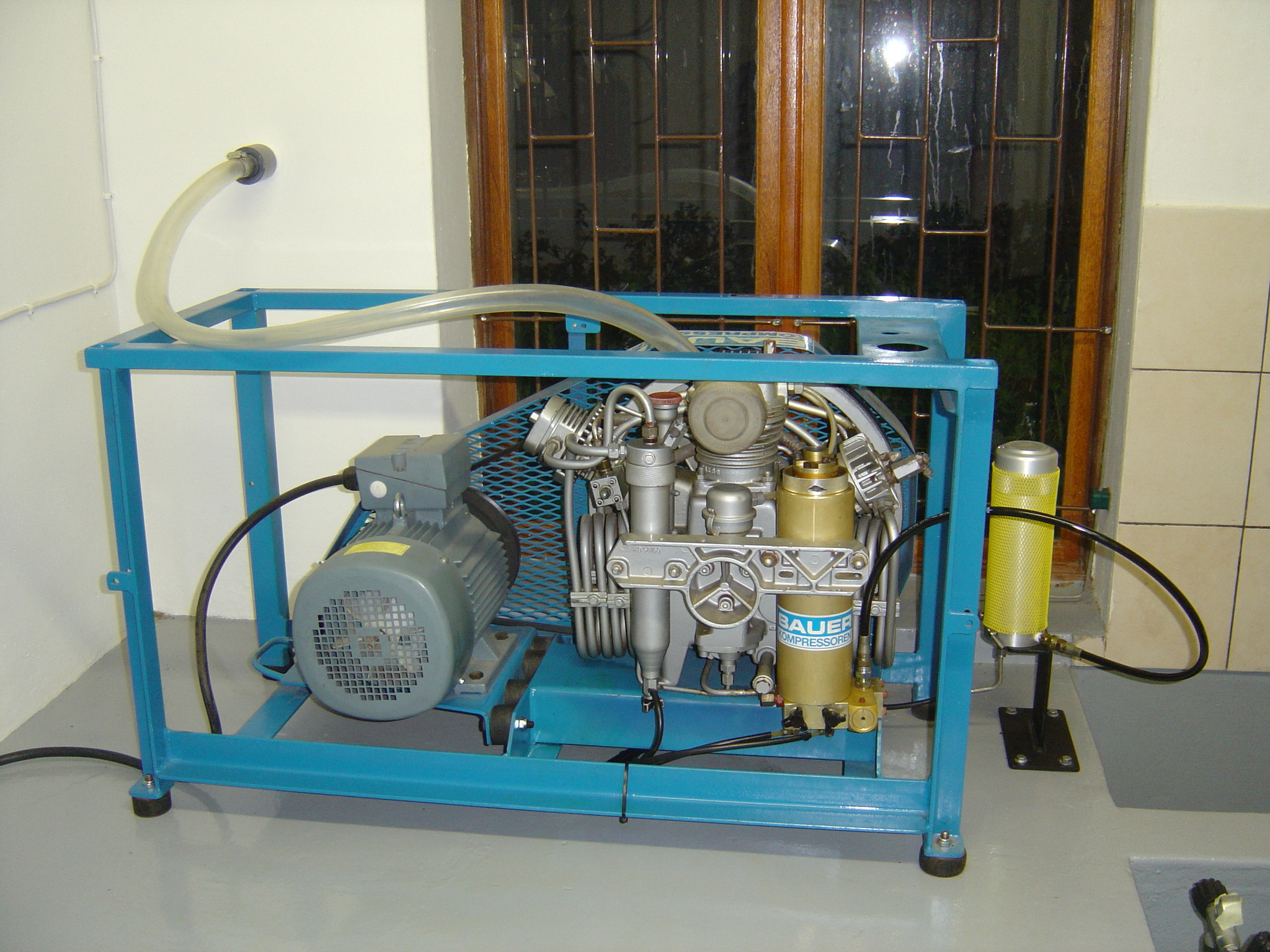
ضاغط هواء صغير لملء أسطوانات الغطس

ضاغط الغاز آلة تستخدم لزيادة ضغط الغاز وذلك بتقليل الحجم. وهو شبيه للمضخة فكليهما يزيد الضغط على الموائع وكليهما ينقل المادة المضغوطة خلال انبوب، والفرق بينهما أن الغازات مواد قابلة للضغط فالضاغط يقلل من حجمها ولكن السوائل مواد غير قابلة للضغط فالمضخة تستخدم لنقل السوائل.
وله أنواع كثيرة، تختلف حسب الطريقة المستخدمة والكمية المطلوبة والضغط اللازم، فهناك الضاغط الدائري، والضاغط الترددي والضاغط المركزي، والمروحة، والنافخ. يعمل الجهاز بأن يدخل الغاز إليه خلال مرشح لتنقيته من الشوائب ثم يمر إلى حيز الكبس حيث يضغط بمكبس ويدفع بعد ضغطه إلى خزان يتجمع فيه.

## أنواع الضاغط

### ضاغط الطرد المركزي

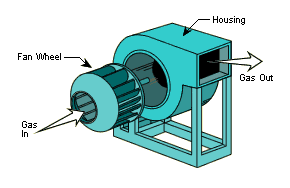
مروحة لضاغط الطرد المركزي

ضاغط الطرد المركزي يكون مزود بقرص دوار به ريش أو مروحة منحرفة الشكل بحيث توجه الغاز الداخل إلى نهاية طرف المروحة حتى تزداد سرعة الغاز. المقطع الناشر أو قناة التباعد تحول السرعة إلى ضغط. وهي تستخدم أساسا بالمصانع بشكل مستمر وثابت كمعامل تكرير النفط ومصانع الكيماويات والبتروكيماويات والغاز الطبيعي. قدرة تلك الضواغط تبدأ من 100 حصان (75كيلو واط) وحتى الآلاف وتكون متعددة المراحل وبإمكانها استخلاص منها كمية ضغط أكثر من 10,000 psi.
عمليات تصنيع الثلج الكبيرة التي تستخدم للتزلج تحتاج لمثل هذا النوع من الآلات الضاغطة, هناك استخدامات أخرى بالمحركات ذات الاحتراق الداخلي كشاحن إضافي supercharger أو شاحن توربيني Turbocharger. أيضا ضاغط الطرد المركزي يستخدم بمحركات التوربين الغازي الصغيرة أو كآخر مرحلة من مراحل الضغط الغازي للتوربينات الغازية المتوسطة الحجم.

### ضاغط مائل أو ضاغط الدفق المختلط
أنظر ضاغط الدفق المختلط
الضاغط المائل أو الدفق المختلط مشابه للضاغط الطرد المركزي ولكن له أدوات السرعة القطرية والمحورية عند مخرج العضو الدوار. الناشر يستخدم عادة لإدارة دفق المائل للإتجاه المحوري, ناشر الضاغط المائل له قطر أصغر قليلا من قرينه بالضاغط المحوري.

### ضاغط دفع محوري

ضاغط محوري

ضاغط الدفق المحوري يستخدم سلسلة من شفرات شبه مراوح تحرك الدوار لتضغط على تدفق الغاز. وهناك الريش الثابتة موضوعة بنهاية كل دوار لإعادة توجيه الدفق إلى شفرات الدوار التالي. مساحة المرور للغازات تقل خلال الضاغط للمحافظة على السرعة المحورية المطلوبة. هذا النوع من الضاغط يستخدم في التطبيقات العالية الدفق, مثل محركات التوربين الغازي المتوسطة والكبيرة الحجم, وتكون متعددة المراحل. تصميم معدل الضغط يتعدى 4:1, لها أشكال هندسية متعددة لتحسين التشغيل.

### ضاغط متردد
أنظر ضاغط متردد
هو ضاغط يستخدم مكبسا ويحرك بواسطة العمود المرفقي بالإمكان ان يكون ثابتا أو متحرك وأيضا متعدد المراحل أو بمرحلة واحدة وبالإمكان تشغيله بواسطة الكهرباء أو بواسطة محركات احتراق داخلي. الضاغط المتردد ذو الأحجام الصغيرة تبدأ من بضع كيلو واط وتستعمل على نطاق واسع بالسيارات وتكون ذات استخدام متقطع. أما الضاغط المتردد التي تصل قدرته إلى سبعمائة كيلو واط فيستخدم في التطبيقات الصناعية ولكن أخذت تتناقص بسبب استبدالها بأنواع أخرى من الضواغط. معدل التفريغ للضغط يبدأ من ضغط بسيط وحتى درجات عالية من الضغط مثلا 35 ميغا باسكال. في تطبيقات معينة كضغط الهواء المناسب ضاغط متعدد المراحل ومزدوج الحركة، وهو عموما أكبر وأكثر إزعاجا وكلفة من نظيره الضاغط الدوراني.